# Мелара
Мелара (італ. Melara, вен. Melara) — муніципалітет в Італії, у регіоні Венето, провінція Ровіго.
Мелара розташована на відстані близько 370 км на північ від Рима, 100 км на південний захід від Венеції, 50 км на захід від Ровіго.

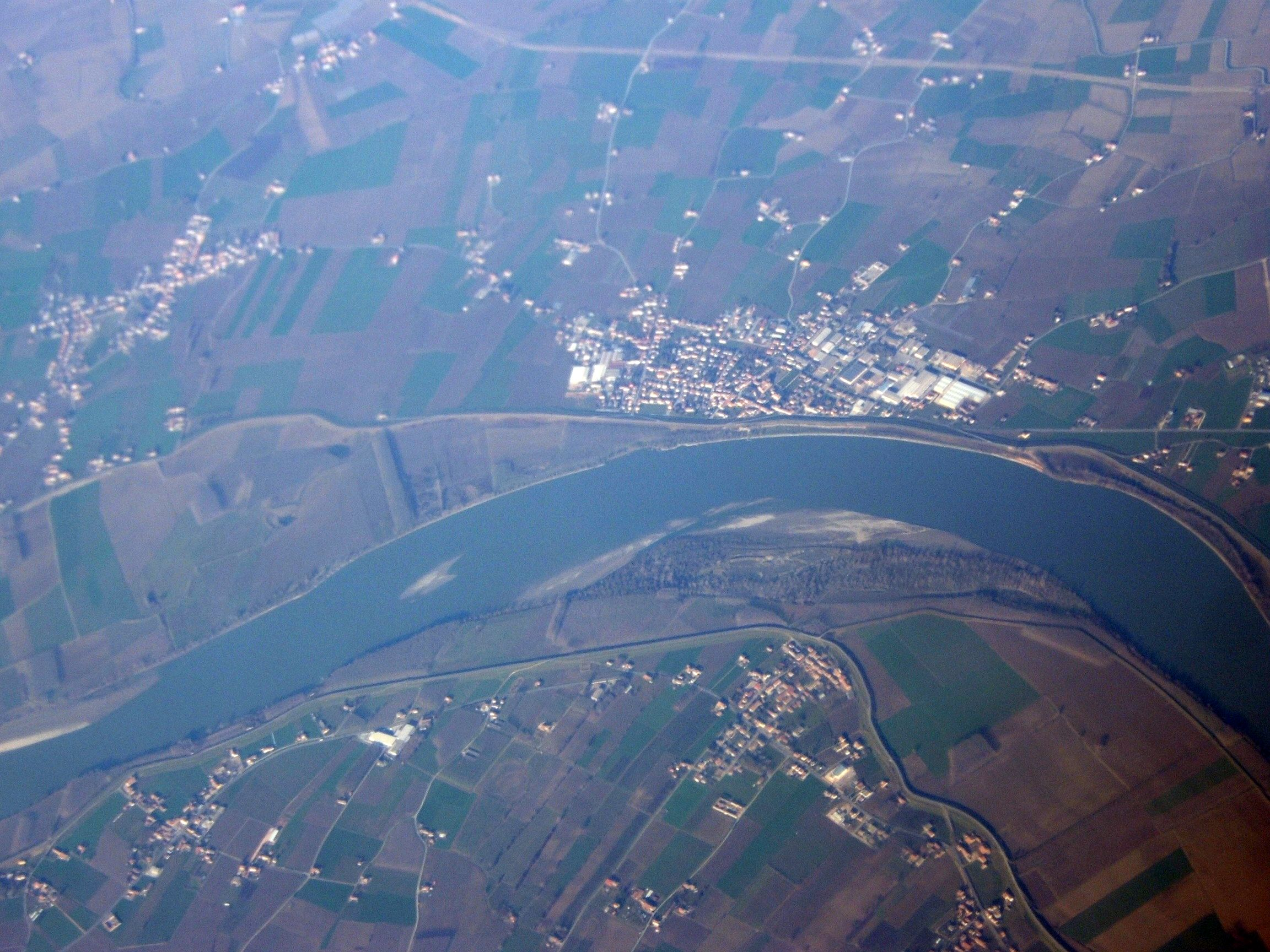

Населення — 1818 осіб (2014).

## Демографія
Населення за роками:

Станом на 1 січня 2023 року в муніципалітеті офіційно проживало 150 іноземців з 13 країн, серед них 44 громадяни країн Євросоюзу та 5 громадян України.

## Сусідні муніципалітети
- Бергантіно
- Боргофранко-суль-По
- Череа
- Остілья